# Mappamondo (Rovere)
Mappamondo è un singolo del gruppo musicale italiano Rovere, pubblicato il 26 giugno 2020 come primo estratto dal secondo album in studio Dalla Terra a Marte.

## Descrizione
Il brano, scritto da Nelson Venceslai, Luca Lambertini, Lorenzo Stivani, Davide Franceschelli e Marco Paganelli, è prodotto da Fabio Gargiulo.

## Video musicale
Il video musicale, diretto da William9, è stato pubblicato il 7 luglio 2020 attraverso il canale YouTube del gruppo musicale.

## Tracce
Testi e musiche di Nelson Venceslai, Luca Lambertini, Lorenzo Stivani, Davide Franceschelli e Marco Paganelli.
1. Mappamondo – 3:37